# James Dean Bradfield
James Dean Bradfield, född 21 februari 1969 i Pontypool, Wales, är en brittisk musiker, känd som gitarrist och sångare i den walesiska rockgruppen Manic Street Preachers. 2006 debuterade han även som solomusiker, med albumet The Great Western.

## Diskografi (solo)
Studioalbum
- 2006 – The Great Western
- 2017 – The Chamber (soundtrack)
- 2020 – Even in Exile

Singlar
- 2006 – "That's No Way to Tell a Lie"
- 2006 – "An English Gentleman"
- 2020 – "The Boy From the Plantation"

Som musikproducent
- 1996 – Northern Uproar – Northern Uproar (studioalbum)
- 1997 – Kylie Minogue – Impossible Princess (studioalbum, medproducent på 2 spår)
- 1999 – Tom Jones – Reload (studioalbum, medproducent på 1 spår)
- 2004 – Johnny Boy – "You Are The Generation That Bought More Shoes And You Get What You Deserve" (singel)